# Platyarthrus caudatus
Platyarthrus caudatus är en kräftdjursart som beskrevs av Gustave Aubert och Dollfus 1890. Platyarthrus caudatus ingår i släktet Platyarthrus och familjen myrbogråsuggor. Inga underarter finns listade i Catalogue of Life.